# Фолрад фон Хесен
Фолрад фон Хесен (на немски: Volrad von Hessen; † сл. 1252) е благородник от Хесен.

## Произход
Той е син на Дитрих фон Хесен († сл. 1226) и внук на Теодерикус де Хесенем († сл. 1129). Брат е на Дитрих II фон Хесен († сл. 1255), женен за фон Кирхберг, и на Лудолф фон Хесен († сл. 1221).

## Деца
Фолрад фон Хесен има една дъщеря:
- Клемента фон Хесен (* ок. 1212; † сл. 1270), омъжена за граф Фридрих II фон Фалкенщайн (* пр. 1240; † сл. 1277), син на граф Ото II фон Фалкенщайн († 1240) и съпругата му Хелен (Хелмбург) фон Бланкенбург († 1257)